# Homburger AG
Homburger ist eine schweizerische Wirtschaftskanzlei mit Sitz im Prime Tower in der Rechtsform einer Aktiengesellschaft. Sie berät in allen Fragen des Wirtschaftsrechts und ist mit rund 150 Rechtsanwälten am Standort Zürich tätig.

## Geschichte
Homburger wurde im Jahr 1957 vom Rechtsprofessor Eric Homburger in Zürich gegründet. Eric Homburger zählte zu den ersten Juristen, welche akademische Forschung und wirtschaftsrechtliche Praxis miteinander verbunden haben.
Die Kanzlei ist heute insbesondere für ihr Mitwirken bei großen M&A-Transaktionen bekannt.